# 埃德温 (诺森布里亚)

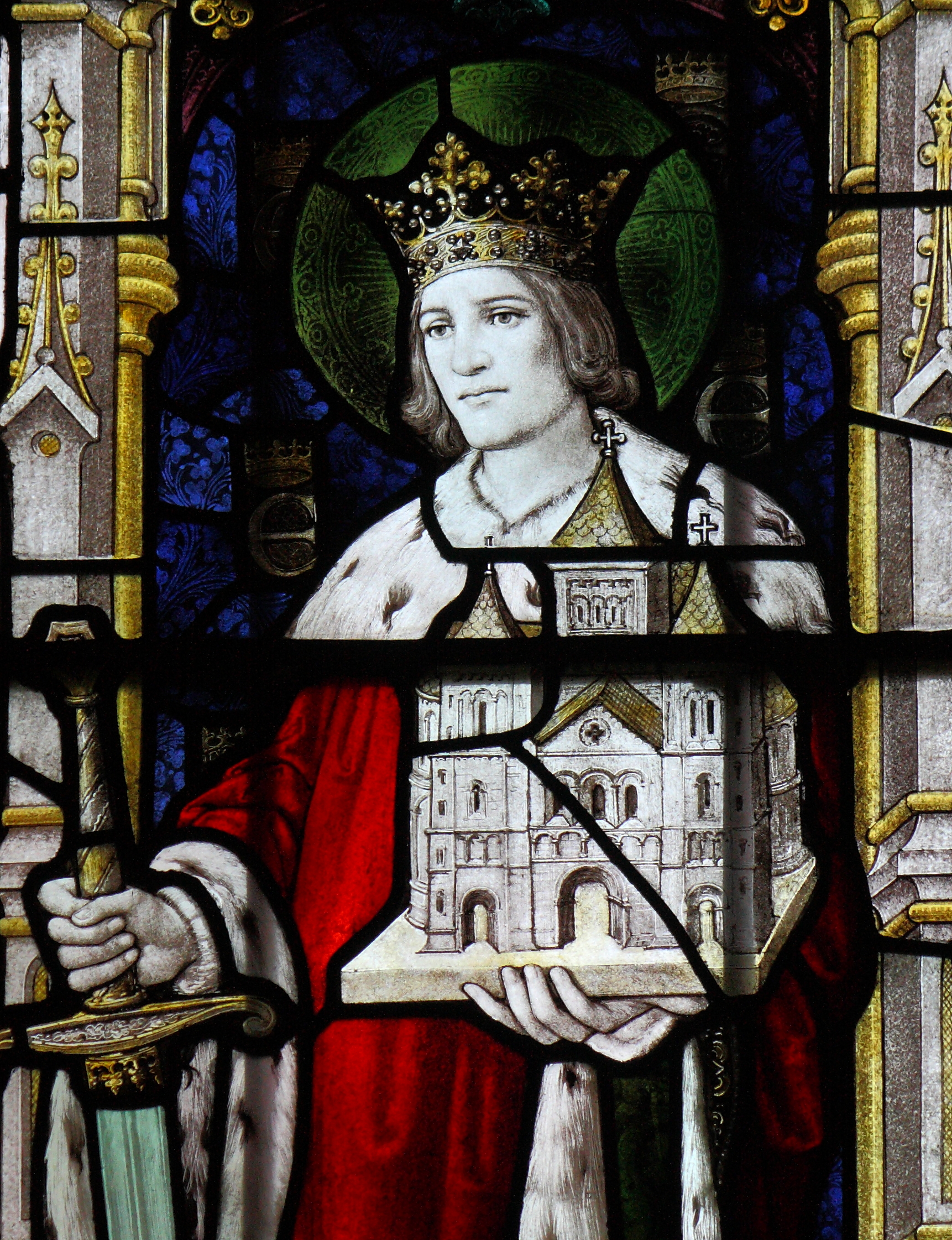
圣埃德温画像，位于约克郡斯莱德米尔的圣玛丽教堂

埃德温（约586年—632年或633年10月12日），又称埃杜努斯（Æduinus），是德伊勒和伯尼西亚的国王（后来，两国合并为诺森布里亚），统治时期约为616年至他去世。他皈依基督教，并于627年受洗。埃德温在哈特菲尔德蔡斯战役中阵亡后被尊为圣人。
埃德温是德伊勒已知的首位国王埃尔的儿子，可能至少有两个兄弟姐妹。他的妹妹阿查嫁给了邻国伯尼西亚的国王埃塞尔弗里斯。另一个不为人知的兄弟生下了赫雷里克，赫雷里克是惠特比修道院院长希尔达和赫里斯威斯（东盎格利亚国王安纳的兄弟埃塞尔里克之妻）的父亲。